# Organización territorial de Tayikistán
Divisiones administrativas:

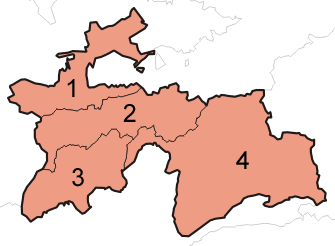
División Administrativa de Tayikistán:
1. Sughd
2. Karotegin
3. Khatlon
4. Alto Badajshán

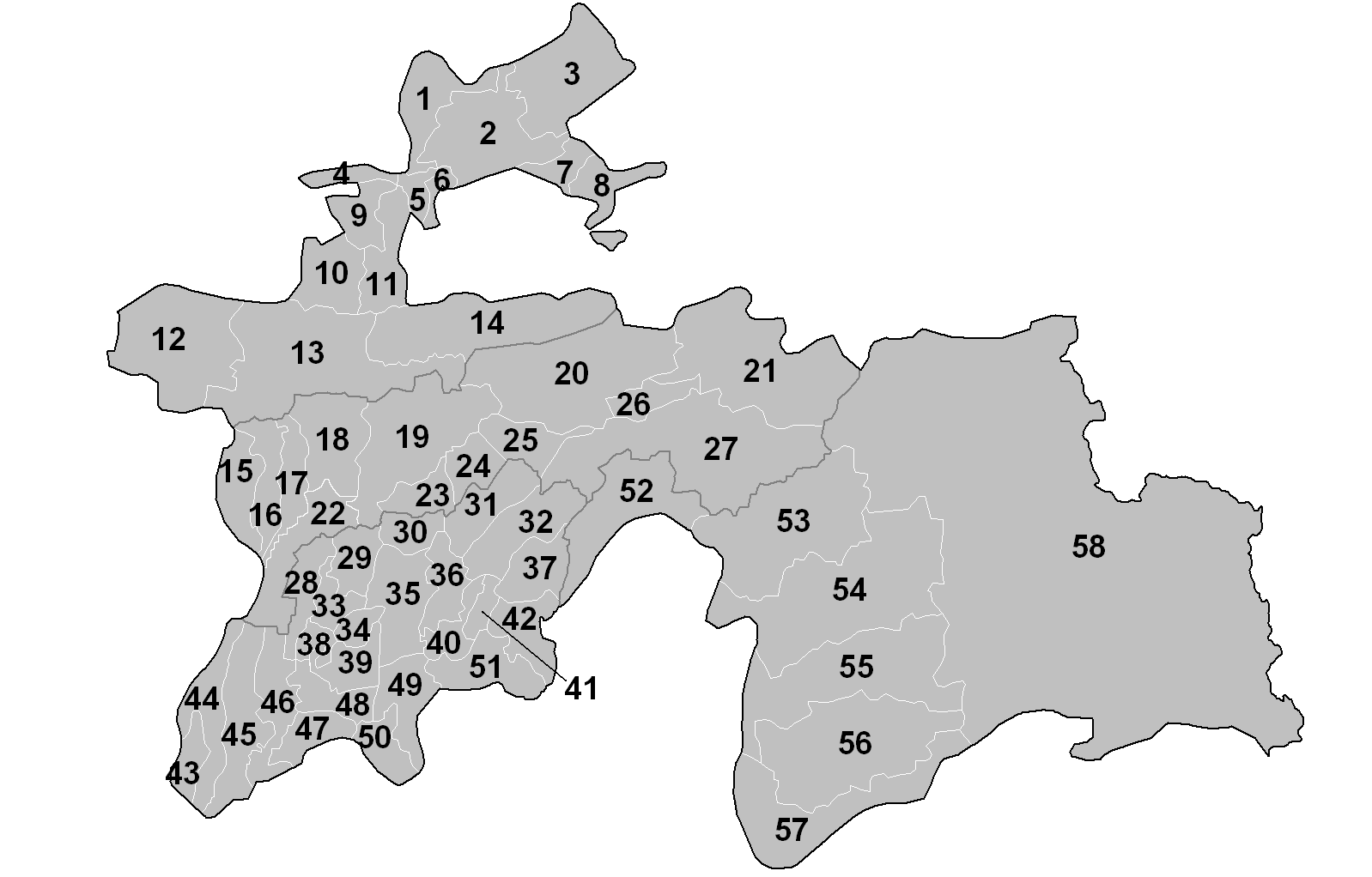
Distritos de Tayikistán.

Tayikistán se divide en regiones o provincias (singular: viloyat, plural: viloyatho).

## Provincia de Sughd(Juyand).
| N.º | Distrito           | Nombre nativo     | Toponimia anterior    | Capital     |
| --- | ------------------ | ----------------- | --------------------- | ----------- |
| 1   | Mastchoh           | Мастчоҳ           |                       | Buston      |
| 2   | Ghafurov           | Бобоҷон Ғафуров   | Leninabad , Khodzhent | Ghafurov    |
| 3   | Asht               | Ашт               |                       | Shaydon     |
| 4   | Zafarobod          | Зафаробод         |                       | Zafarobod   |
| 5   | Spitamen           | Нов               | Nau (hasta 2003)      | Nov, Nau    |
| 6   | Rasulov            | Ҷаббор Расулов    | Proletarsk            | Proletarsk  |
| 7   | Konibodom          | Конибодом         |                       | Konibodom   |
| 8   | Isfara             | Исфара            |                       | Isfara      |
| 9   | Istarawshan        | Истаравшан        | Uroteppa (hasta 2000) | Istaravshan |
| 10  | Shahriston         | Шаҳристон         |                       | Shahriston  |
| 11  | Ghonchi            | Ғончӣ             |                       | Ghonchi     |
| 12  | Panjakent          | Панҷакент         |                       | Panjakent   |
| 13  | Aini               | Айнӣ              |                       | Aini        |
| 14  | Kuhistoni Mastchoh | Кӯҳистони Мастчоҳ |                       | Mehron      |

Ciudades dependientes de la provincia: Chkalovsk, Isfara, Istaravshan, Qayraqqum, Khujand, Konibodom, Panjakent, Taboshar.

## Región bajo subordinación republicanaoProvincia de Karotegin(Dusambé).
| N.º | Distrito   | Nombre nativo | Toponimia anterior                                                            | Capital    |
| --- | ---------- | ------------- | ----------------------------------------------------------------------------- | ---------- |
| 15  | Tursunzoda | Турсунзода    | Regar (renombrado entre 1979 y 1989)                                          | Tursunzoda |
| 16  | Shahrinov  | Шаҳринав      |                                                                               | Shahrinaw  |
| 17  | Gisor      | Ҳисор         |                                                                               | Gisor      |
| 18  | Varzob     | Варзоб        |                                                                               | Varzob     |
| 19  | Vahdat     | Ваҳдат        | Yangibazar (1927-1936), Ordzhonikidzeabad (1936-1992), Kofarnihon (1992-2003) | Vahdat     |
| 20  | Rasht      | Рашт          | Gharm                                                                         | Gharm      |
| 21  | Jirgatol   | Ҷиргатол      |                                                                               | Jirgatol   |
| 22  | Rudaki     | Рӯдакӣ        | Leninskiy (hasta 2003)                                                        | Somoniyon  |
| 23  | Faizobod   | Файзобод      |                                                                               | Faizobod   |
| 24  | Roghun     | Роғун         |                                                                               | Roghun     |
| 25  | Nurobod    | Дарбанд       | Komsomolobod, Darband (hasta 2003)                                            | Darband    |
| 26  | Tojikobod  | Тоҷикобод     |                                                                               | Tojikobod  |
| 27  | Tavildara  | Тавилдара     |                                                                               | Tavildara  |

Ciudades subordinadas a la república: Dusambé, Roghun, Tursunzoda, Vahdat.

### Distritos urbanos de Dusambé
| N.º | Distrito      | Nombre nativo  | Toponimia antigua           |
| 1   | Ibn Sina      | Сино           | Frunze                      |
| 2   | Firdavsi      | Фирдавсӣ       | Central                     |
| 3   | Ismail Somoni | Исмоили Сомонӣ | Oktyabrskiy (October)       |
| 4   | Shohmansur    | Шоҳмансур      | Zheleznodorozhnyi (Railway) |

## Provincia de Khatlon(Qurghonteppa).
| N.º | Distrito       | Nombre nativo    | Toponimia anterior                               | Capital        |
| --- | -------------- | ---------------- | ------------------------------------------------ | -------------- |
| 28  | Khuroson       | Хуросон          | Ghozimalik                                       | Obikiik        |
| 29  | Yovon          | Ёвон             |                                                  | Yovon          |
| 30  | Norak          | Норак            |                                                  | Norak          |
| 31  | Baljuvon       | Балҷувон         |                                                  | Baljuvon       |
| 32  | Khovaling      | Ховалинг         |                                                  | Khovaling      |
| 33  | Jomi, Dzhami   | Абдураҳмони Ҷомӣ | Kuybyshevsk, Khodzhamaston                       | Kuybyshevsk    |
| 34  | Sarband        | Сарбанд          |                                                  | Sarband        |
| 35  | Danghara       | Данғара          |                                                  | Danghara       |
| 36  | Temurmalik     | Темурмалик       | Qizil-Mazor (until 1957), Sovetskiy (until 2004) | Sovetskiy      |
| 37  | Muminobod      | Мӯминобод        | Leningradskiy                                    | Leningradskiy  |
| 38  | Bokhtar        | Бохтар           |                                                  | Ismoili Somoni |
| 39  | Vakhsh         | Вахш             |                                                  | Vakhsh         |
| 40  | Vose           | Восеъ            |                                                  | Vose           |
| 41  | Kulob          | Кӯлоб            |                                                  | Kulob          |
| 42  | Shurobod       | Шурообод         |                                                  | Shuro-obod     |
| 43  | Nosiri Khisrav | Носири Хусрав    | Beshkent                                         | Bahori         |
| 44  | Shahrtuz       | Шаҳритус         |                                                  | Shahrtuz       |
| 45  | Qabodiyon      | Қубодиён         |                                                  | Qabodiyon      |
| 46  | Jilikul        | Ҷиликӯл          |                                                  | Jilikul        |
| 47  | Qumsangir      | Қумсангир        |                                                  | Dusti          |
| 48  | Rumi           | Колхозобод       | Kolkhozobod (hasta el 23 de junio de 2007)       | Kolkhozobod    |
| 49  | Farkhor        | Фархор           |                                                  | Farkhor        |
| 50  | Panj           | Панҷ             |                                                  | Panj           |
| 51  | Hamadoni       | Маскав           | Moskovskiy                                       | Moskovskiy     |

Ciudades dependientes de nivel provincial: Kulob, Norak, Qurghonteppa, Sarband.

## Alto Badajshán(Khorugh).
| N.º | Distrito  | Nombre nativo | Toponimia anterior | Capital     |
| --- | --------- | ------------- | ------------------ | ----------- |
| 52  | Darvoz    | Дарвоз        | Qala'i-Khumb       | Kalai-Khumb |
| 53  | Vanj      | Ванҷ          |                    | Vanj        |
| 54  | Rushon    | Рӯшон         |                    | Rushon      |
| 55  | Shughnon  | Шуғнон        |                    | Khorugh     |
| 56  | Roshtqala | Роштқалъа     |                    | Roshtqal'a  |
| 57  | Ishkoshim | Ишкошим       |                    | Ishkoshim   |
| 58  | Murghob   | Мурғоб        |                    | Murghob     |

Ciudades dependientes de la provincia: Khorugh.